# Masteria aguaruna
Espèce
Masteria aguaruna est une espèce d'araignées mygalomorphes de la famille des Dipluridae.

## Distribution
Cette espèce est endémique du Pérou. Elle se rencontre dans les régions de Cajamarca et de Loreto.

## Description
Le mâle holotype mesure 3,73 mm et la femelle paratype 2,50 mm.

## Publication originale
- Passanha & Brescovit, 2018 : On the Neotropical spider subfamily Masteriinae (Araneae, Dipluridae). Zootaxa, no 4463(1), p. 1-73.